# Météorite d'Aarhus
Aarhus est une météorite, plus précisément une chondrite de type H, qui est tombée le 2 octobre 1951 à Aarhus, au Danemark. La météorite s'est dispersée juste avant l'impact, qui a fait peu de dégâts. Deux morceaux ont été récupérés, Aarhus I et Aarhus II (300 et 420 g),,.